# Santa Maria (Manteigas)
Santa Maria ist eine Gemeinde (Freguesia) im portugiesischen Kreis Manteigas. In ihr leben 1253 Einwohner (Stand 19. April 2021).